# Catocala suecica
Catocala suecica är en fjärilsart som beskrevs av Eugen Johann Christoph Esper 1787. Catocala suecica ingår i släktet Catocala och familjen nattflyn. Inga underarter finns listade i Catalogue of Life.